# Brie-i juhászkutya
Valószínűleg a brie-i juhászkutya és a beauce-i juhászkutya ugyanattól az őstől származnak, de a brie-i juhászkutya tenyésztése során a hosszú szörzet kialakítását tartották szem előtt. Régen a nyájőrzés volt a feladata, de mivel munkalehetősége gyorsan csökken, ezért manapság már házőrző, kísérő, testőr lett belőle.

## Testfelépítése
Érdekes megjelenésű, nagy termetű, hosszú szőrű kutya. Feje hosszú, orrháta egyenes, orrtükre fekete. Fogai nagyok, ollószerűen záródnak. Szeme sötétbarna. Füle feláll, de csonkolják. Nyaka karcsú, hosszú, háta egyenes, ágyéka feszes, fara kissé lejtős. Végtagjai oszlopszerűek, párhuzamosak, mancsa nagy, kerekded. Farka lelóg, a csánkig ér, a végét felkunkorítja. Bundája 5–7 cm hosszú; sokkal selymesebb, mint például a pulié. Színe fekete, szürke vagy vörösesbarna, de a fehér kivételével tulajdonképpen minden kutyaszín megengedett. A hátulsó végtagokon a kettőzött farkaskarom standard előírás.

## Jellemzői
Rendkívül sokoldalú eb; számos fajta legjobb tulajdonságait egyesíti magában. Éppen ezért szinte bármilyen feladatra alkalmas: kiváló vakvezető és sportkutya, sőt, kedvencnek is bevált. Munkakedvéről legendákat mesélnek: tud és szeret is dolgozni. Könnyen fegyelmezhető, de ha kell, rámenős, kemény, harcias. Gazdájához gyengéd és végtelenül ragaszkodó.

## Méretei

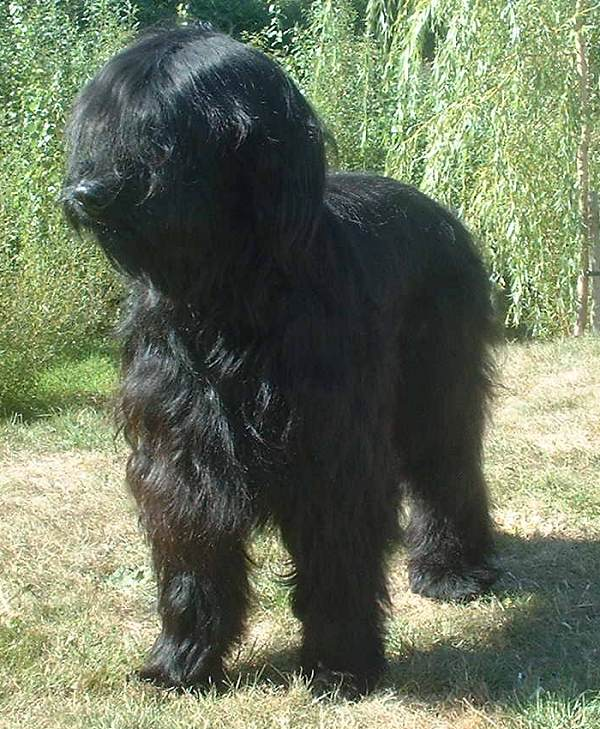
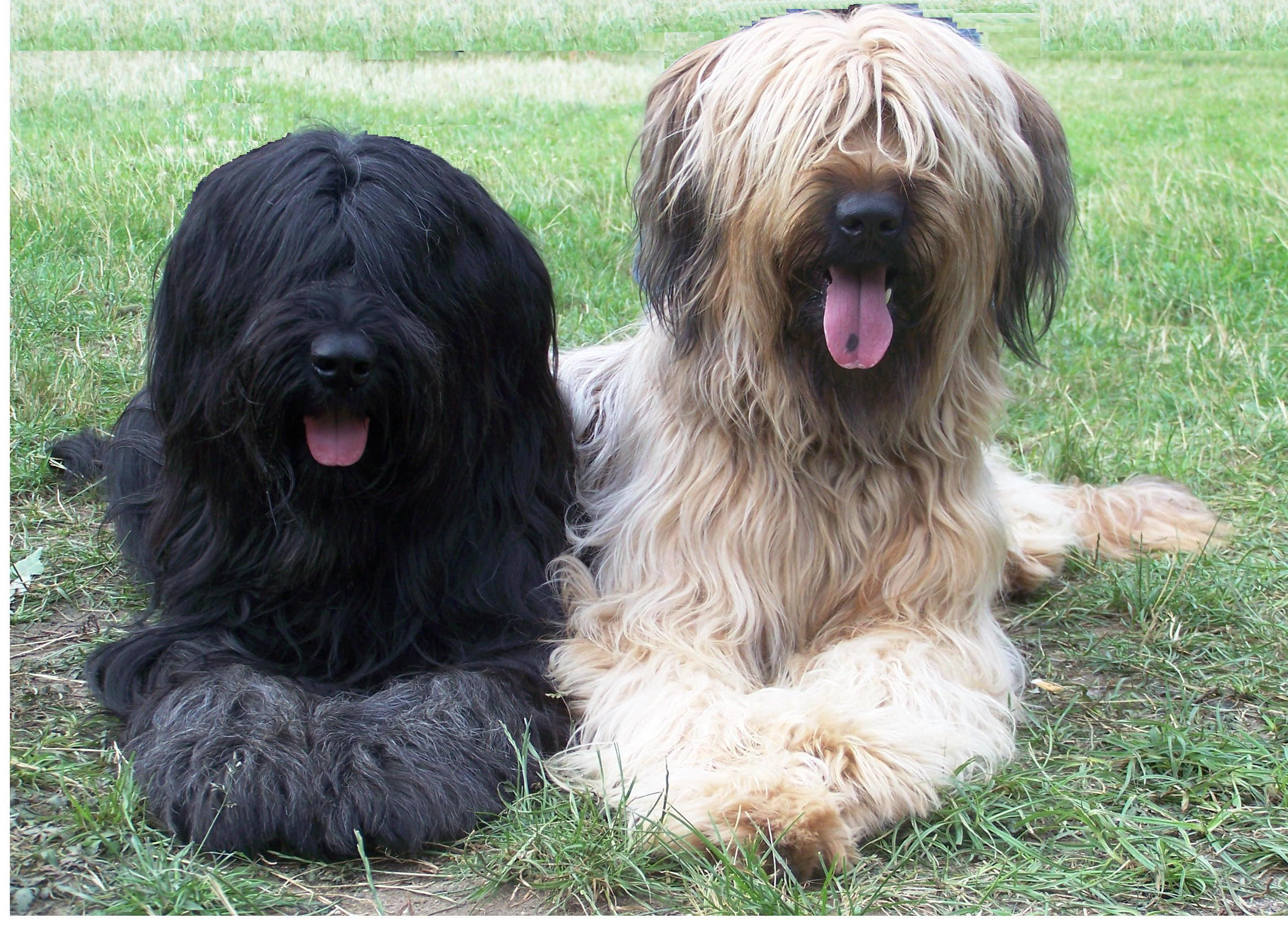
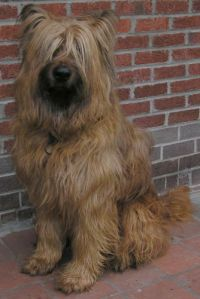

- Marmagasság: 56–68 cm
- Testtömeg: 32–36 kg
- Alomszám: 8-10 kölyök
- Várható élettartam: 12-14 év

## Külső hivatkozások
- Brie-i juhászkutya fajtaleírás: a bozontos munkakutya, aki a gyerekek hűséges védelmezője
- A fajtáról. YouTube
- Képek